# Teri Weigel
Teri Weigel (Fort Lauderdale, 24 febbraio 1962) è un'ex attrice pornografica e modella statunitense.

## Biografia
Nata in Florida a Fort Lauderdale, è cresciuta a Deerfield Beach. Iniziò la sua carriera di modella già da teenager, comparendo in foto sui cataloghi della Saks Fifth Avenue. Nel settembre del 1998 ha lavorato nel bordello BunnyRanch in Nevada.

## Carriera
Esordì sulla copertina di Playboy nel 1985 e divenne Playmate nell'aprile del 1986. In seguito venne scritturata per alcune parti minori in film come Predator 2 e Programmato per uccidere, oltre a fare diverse comparse in Sposati... con figli.
In seguito a un incidente stradale, nell'agosto del 1990, Teri Weigel fu sottoposta a cinque operazioni e insieme a suo marito Murrill Maglio non poté lavorare per diversi mesi. I due versavano in pessime condizioni economiche e furono costretti a vendere la loro casa. Fu in quel periodo che la Weigel prese in considerazione l'idea di girare film per adulti.
Esordì nel 1991 con Inferno, lavorando con Marc Wallice. Successivamente si sottopose a mastoplastica per aumentare il seno fino a una 36DD. La sua carriera nella pornografia la portò alla rescissione del contratto con la rivista Playboy e all'interruzione dei rapporti interpersonali coi propri genitori. Fu inoltre querelata da Playboy per l'uso del logo sulla sua pagina web.

## Riconoscimenti
AVN Awards
- 2003 - Hall of Fame[5]

XRCO Award
- 2002 - Hall of Fame[6]

NightMoves Award
- 2003 – Best Feature Dancer (Editor's Choice)[7]